# Europastraße 714
Die Europastraße 714 (kurz: E 714) ist eine etwa 117 Kilometer lange Europastraße des Zwischennetzes, die in Frankreich die Städte Orange und Marseille verbindet.

## Verlauf
Die Straße folgt der (mautpflichtigen) Autoroute A7 (Autoroute du Soleil) vom Abzweig der Autoroute A9 (Languedocienne) an, auf der sich die nördlich auf der A7 verlaufende Europastraße 7 in Richtung zur spanischen Grenze fortsetzt. Die A7 verläuft östlich von Avignon, folgt dann bis über Cavaillon hinaus der Durance, passiert Salon-de-Provence, hinter dem sie sich bis zu der Verzweigung bei Coudoux mit der von Arles kommenden Europastraße 80 (Autoroute 54) vereinigt, verläuft dann östlich des Étang de Berre über Vitrolles, wird hier mautfrei und erreicht schließlich, im letzten Abschnitt mit der Europastraße 712 vereinigt, ihr Ende in Marseille.